# Concierto para piano n.º 1 (Ginastera)
El Concierto para piano n.º 1 Op. 28, fue compuesto por Alberto Ginastera en 1952.  

## Historia
La obra fue encargada por la Fundación Koussevitzky y fue terminada en 1961. Fue interpretada por primera vez por el pianista João Carlos Martins y la Orquesta Sinfónica Nacional dirigida por Howard Mitchell en Washington D. C., el 22 de abril de 1961. El concierto fue la primera composición para piano de Ginastera desde su Sonata para piano n.º 1 Op. 22, escrita en 1952. Está dedicado a la memoria de Serguéi Kusevitski y Natalie Kusevitski.

## Estructura y análisis
La obra consta de cuatro movimientos:
- I. Cadenza e varianti
- II. Scherzo allucinante
- III. Adagissimo
- IV. Toccata concertata

La interpretación de la obra dura aproximadamente 25 minutos.

## Instrumentación
La partitura está escrita para piano solista y una gran orquesta formada por: dos flautas, flautín, dos oboes, corno inglés, dos clarinetes, clarinete en mi bemol, clarinete bajo, dos fagots, contrafagot, cuatro cornos franceses, tres trompetas, tres trombones, tuba, timbales, cinco percusiones, arpa, celesta y cuerdas.

## Recepción de la obra
Mark Swed, de Los Angeles Times, describió una interpretación de 2016 del pianista Sergio Tiempo y de la Filarmónica de Los Ángeles, y calificó el concierto de "una obra de realismo mágico brutalista" y escribió: "Hay momentos atmosféricos y de percusión en los que la partitura también suena un poco demasiado como un Bartók argentino, pero también hay evocaciones inusuales de la extraña rareza de la selva tropical y grandes juegos de percusión atronadores. La parte masiva del solo, interpretada sin miedo por Sergio Tiempo, va desde partes inquietantemente jazzísticas hasta grandes explosiones de color del teclado que el pianista venezolano parecía nacido para revelar."
The New York Times publicó de manera similar: "Los ritmos resonantes del concierto hacen que el vivo lenguaje atonal de Ginastera  se sienta accesible, comprensible. Salpicaduras de actividad en el piano (...) caen sobre susurros etéreos en las cuerdas."

## Discografía selecta
- 1989 – Ginastera: Concierto para arpa; Estancia; Concierto para piano n.º 1. Oscar Tarragó (piano), Enrique Bátiz, Filarmónica de la Ciudad de México (ASV Digital) [4]
- 2001 – Ginastera: Conciertos para piano n.º 1 & n.º 2. Dora de Marinis (piano), Julio Malaval, Slovak Radio Symphony Orchestra (Naxos).[5]
- 2013 – Ginastera: The Three Piano Concertos. Barbara Nissman (piano), Kenneth Kiesler, Michigan University Symphony Orchestra (Pierian).[6]
- 2018 – Ginastera: Orchestral Works, Vol. 3. Xiayin Wang (piano), Juanjo Mena, Orquesta Filarmónica de la BBC (Chandos).[7]

## Versiones
Un arreglo para banda de rock del cuarto movimiento, titulado "Toccata", aparece en el álbum Brain Salad Surgery del grupo de rock progresivo y de crossover clásicos de la década de 1970, Emerson, Lake, & Palmer.
En un principio, la versión que pretendía realizar Keith Emerson era inviable porque Ginastera no autorizaba que se readaptara su obra. Emerson sabía que Ginastera vivía en Ginebra, consiguió su número telefónico, lo llamó y se reunieron. Durante el almuerzo, junto a su esposa, le puso una grabación de la Toccata en versión de rock progresivo, ante lo cual Ginastera comentó: “¡Diabólico!”. El gesto fue mal interpretado por Keith Emerson, quien creyó que el compositor había odiado la versión. Sin embargo, más adelante comentó: “Ustedes han capturado la esencia de mi música, y nadie lo había logrado hasta ahora.”
No sería la única pieza versionada por Keith Emerson, quien más adelante hizo «Creole Dances», basada en la Suite de Danzas Criollas.
La revista Rolling Stone calificó su arreglo como "temerario y juguetón".